# Psaume 142 (141)
Le psaume 142 (141 selon la numérotation grecque) est attribué à David. Il fait très probablement référence à l’épisode où David, pourchassé par le roi Saül, se cache dans la grotte d’Adullam.

## Texte
| verset | original hébreu                                                   | Traduction de Louis Segond | Vulgate latine |
| ------ | ----------------------------------------------------------------- | --- | --- |
| 1      | מַשְׂכִּיל לְדָוִד;בִּהְיוֹתוֹ בַמְּעָרָה תְפִלָּה                                      | [Cantique de David. Lorsqu’il était dans la caverne. Prière.]                                                                     | [Intellectus David cum esset in spelunca oratio]                                                                        |
| 2      | קוֹלִי, אֶל-יְהוָה אֶזְעָק; קוֹלִי, אֶל-יְהוָה אֶתְחַנָּן                           | De ma voix je crie à l’Éternel, de ma voix j’implore l’Éternel.                                                                   | Voce mea ad Dominum clamavi voce mea ad Dominum deprecatus sum                                                          |
| 3      | אֶשְׁפֹּךְ לְפָנָיו שִׂיחִי; צָרָתִי, לְפָנָיו אַגִּיד                                 | Je répands ma plainte devant lui, je lui raconte ma détresse.                                                                     | Effundo in conspectu eius deprecationem meam tribulationem meam ante ipsum pronuntio                                    |
| 4      | בְּהִתְעַטֵּף עָלַי, רוּחִי-- וְאַתָּה, יָדַעְתָּ נְתִיבָתִי:בְּאֹרַח-זוּ אֲהַלֵּךְ-- טָמְנוּ פַח לִי    | Quand mon esprit est abattu au dedans de moi, toi, tu connais mon sentier. Sur la route où je marche ils m’ont tendu un piège.    | In deficiendo ex me spiritum meum et tu cognovisti semitas meas in via hac qua ambulabam absconderunt laqueum mihi      |
| 5      | הַבֵּיט יָמִין, וּרְאֵה-- וְאֵין-לִי מַכִּיר:אָבַד מָנוֹס מִמֶּנִּי; אֵין דּוֹרֵשׁ לְנַפְשִׁי      | Jette les yeux à droite, et regarde ! Personne ne me reconnaît, tout refuge est perdu pour moi, nul ne prend souci de mon âme.    | Considerabam ad dexteram et videbam et non erat qui cognosceret me periit fuga a me et non est qui requirit animam meam |
| 6      | זָעַקְתִּי אֵלֶיךָ, יְהוָה:אָמַרְתִּי, אַתָּה מַחְסִי; חֶלְקִי, בְּאֶרֶץ הַחַיִּים                | Éternel ! c’est à toi que je crie. Je dis : Tu es mon refuge, mon partage sur la terre des vivants.                               | Clamavi ad te Domine dixi tu es spes mea portio mea in terra viventium                                                  |
| 7      | הַקְשִׁיבָה, אֶל-רִנָּתִי-- כִּי-דַלּוֹתִי-מְאֹד:הַצִּילֵנִי מֵרֹדְפַי-- כִּי אָמְצוּ מִמֶּנִּי        | Sois attentif à mes cris ! Car je suis bien malheureux. Délivre-moi de ceux qui me poursuivent ! Car ils sont plus forts que moi. | Intende ad deprecationem meam quia humiliatus sum nimis libera me a persequentibus me quia confortati sunt super me     |
| 8      | הוֹצִיאָה מִמַּסְגֵּר, נַפְשִׁי-- לְהוֹדוֹת אֶת-שְׁמֶךָ:בִּי, יַכְתִּרוּ צַדִּיקִים-- כִּי תִגְמֹל עָלָי | Tire mon âme de sa prison, afin que je célèbre ton nom ! Les justes viendront m’entourer, quand tu m’auras fait du bien.          | Educ de custodia animam meam ad confitendum nomini tuo me expectant iusti donec retribuas mihi                          |

## Usages liturgiques

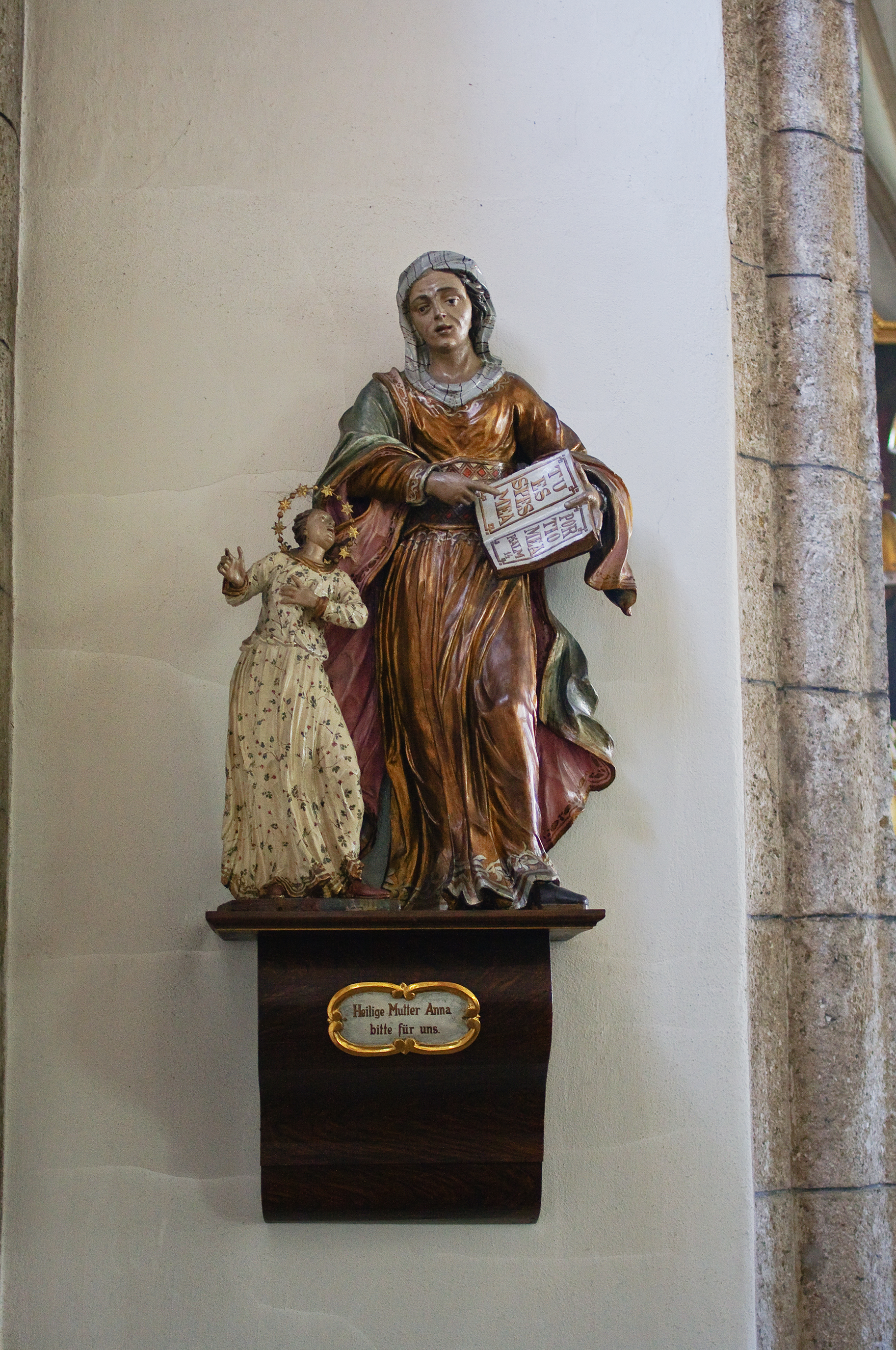
Statues de Sainte Anne, tenant un livre sur lequel le verset 6 du psaume 142 est inscrit, et de Marie sa fille, dans l'église paroissiale de Molln.

### Chez les catholiques
Ce psaume est toujours attribué à l'office de vêpres depuis le haut Moyen Âge. Selon la règle de saint Benoît établie vers 530, celui-ci était traditionnellement exécuté lors de vêpres du vendredi,. 
Dans la liturgie des Heures actuelle, le psaume 142 est récité aux vêpres du samedi de la première semaine et aux complies le mardi.